# Shahrestān-e Ardakān
Shahrestān-e Ardakān (persiska: شهرستان اردكان, اردكان) är en delprovins (shahrestan) i Iran.   Den ligger i provinsen Yazd, i den centrala delen av landet, 500 km sydost om huvudstaden Teheran.
Delprovinsen hade 97 960 invånare 2016.